# Geografia do Canadá
O Canadá ocupa a região norte da América, mais precisamente, 42% da América do Norte. Seu único vizinho é os Estados Unidos, que se limita ao sul com os Estados Unidos Continentais e ao noroeste com o estado do Alasca. Na costa sul da Terra Nova e Labrador localiza-se São Pedro e Miquelão, um território ultramarino da França. O Canadá estende-se desde o oceano Atlântico, a leste, até o Oceano Pacífico, a oeste - este fato sendo a origem do lema do país, "De mar à mar". Ao norte localiza-se o Oceano Ártico, com a Groelândia ao nordeste. A comunidade urbana mais setentrional do país (e do mundo) é a Canadian Forces Station Alert, na Ilha Ellesmere - sua localização é de 82,5° Norte, localizada apenas 834 km do pólo norte.
O Canadá é o segundo maior país em área do mundo, atrás somente da Rússia. Muito do Canadá localiza-se em regiões árticas, assim, possui apenas a quarta maior quantidade de área arável do mundo, perdendo para a Rússia, China e os Estados Unidos. Enquanto o Canadá ocupa uma área maior de que os EUA, possui apenas um nono de sua população. Cerca da metade do país está coberto por florestas boreais.
Cerca de 60% da população do país vive na região dos Grandes Lagos/Vale do Rio São Lourenço. Ao norte desta região densamente habitada localiza-se o Canadian Shield, que estende-se ao longo do norte do país, cobrindo cerca de 55% do Canadá. O solo da região fora pesadamente erodida por geleiras e ventos fortes na Idade do gelo. Este solo caracteriza-se por ser constituídas por rochas extremamente duras, e por ser rica em minerais. Cerca de 60% dos lagos e 40% da água doce do mundo estão contidas dentro dos limites territoriais do país.
A Terra Nova localiza-se na foz do Golfo de São Lourenço, o maior estuário do mundo. Já as províncias do Novo Brunswick e Nova Escócia estão divididas pela Baía de Fundy, local onde ocorrem as maiores variações de marés. Na região também localiza-se a Ilha do Príncipe Eduardo, a menor província do Canadá.
Ao oeste de Ontário, e a leste das Montanhas Rochosas, localizam-se os Campos do Canadá (Canadian Praires), que caracteriza-se pelo seu terreno pouco acidentado e pelo seu solo relativamente fértil.
O extremo norte do Canadá é formado por um vasto arquipélago, contendo várias das maiores ilhas do mundo.

## Clima
Na maior parte do país, estão presentes os climas frio e polar, com invernos rigorosos, prolongados e queda de neve em boa parte do ano. As temperaturas chegam a -50°C no extremo norte do país, sendo a mais baixa  registrada de -63°C em Snag, Yukon. As temperaturas do país chegam a máximas de 30-35°C no leste e oeste do país, e de 35 a -42°C no interior do país.